# Grodziskie Piwobranie

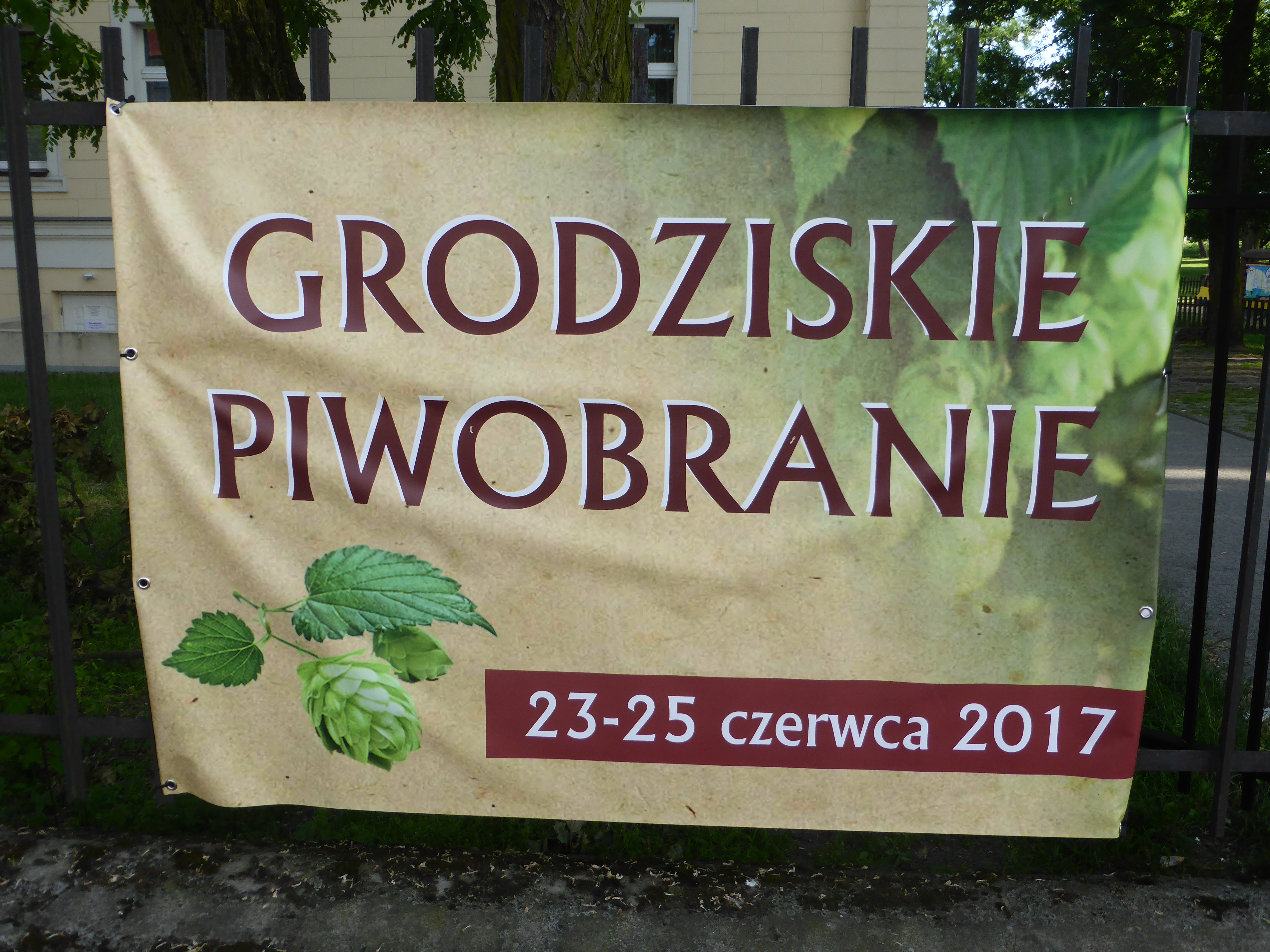
Baner reklamowy

Grodziskie Piwobranie – plenerowe święto miasta organizowane od 1976 r. w Grodzisku Wielkopolskim.
Impreza przyciągała do miasta miłośników piwa grodziskiego oraz pamiątek związanych z browarnictwem. Przy okazji organizowano także seminaria piwowarskie, konkursy i wystawy dla specjalistów z branży. Równolegle odbywała się giełda birofiliów, która przetrwała do dziś. W połowie lat 80. XX w. zmieniono nazwę święta miasta na „Dni Grodziska”. O reaktywację Grodziskiego Piwobrania zabiegały różne środowiska m.in. regionaliści skupieni w Towarzystwie Miłośników Ziemi Grodziskiej, argumentując, że dni miasta może obchodzić każda miejscowość z prawami miejskimi, a Piwobranie jest kojarzone jednoznacznie z Grodziskiem Wielkopolskim. W 2015 roku Browar Fortuna wznowił warzenie piwa w Grodzisku, które na rynku oferowane jest jako Piwo z Grodziska. Przy tej okazji podjęto także decyzję o reaktywacji Grodziskiego Piwobrania, które pierwszy raz po przerwie odbyło się w dniach 12–13 września 2015. Na koncercie wystąpiła m.in. Golec uOrkiestra. Na Placu Świętej Anny na pamiątkę wznowienia produkcji piwa grodziskiego posadzony został dąb czerwony.